# Climat de l'Australie

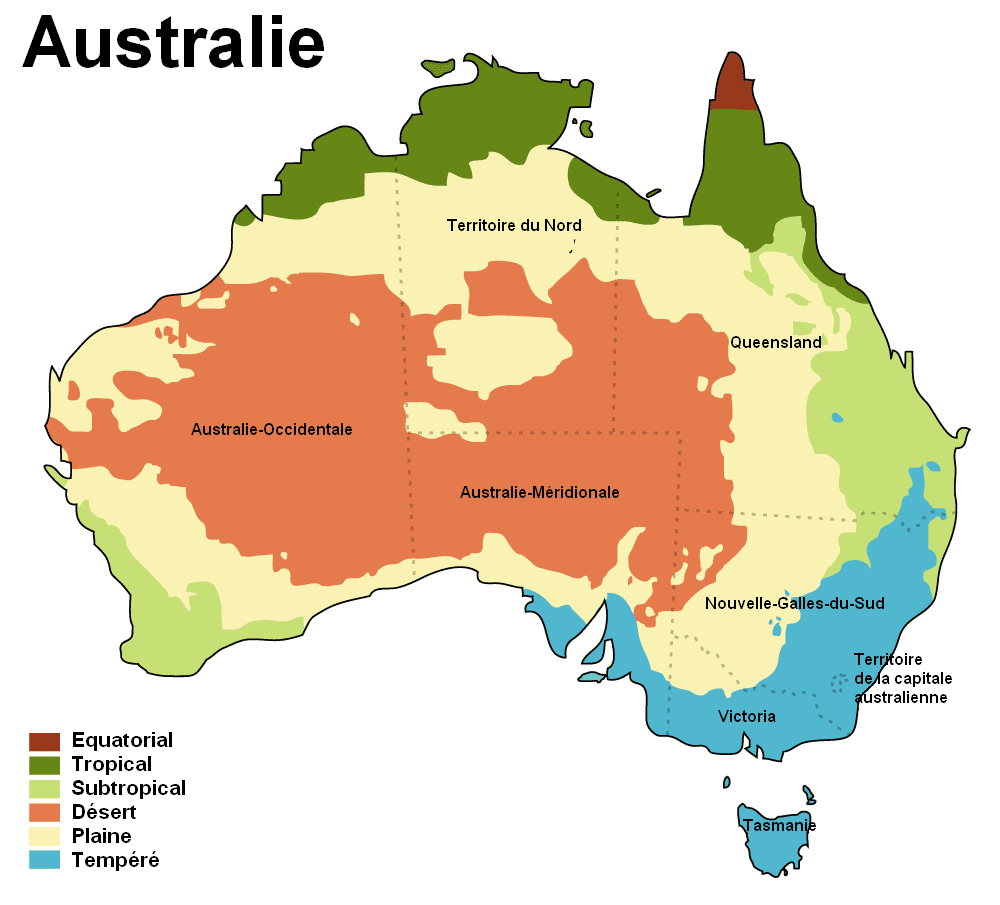
Zones climatiques en Australie selon la classification de Köppen :
Équatorial
Tropical
Subtropical
Désert
Prairie et savane
Tempérée

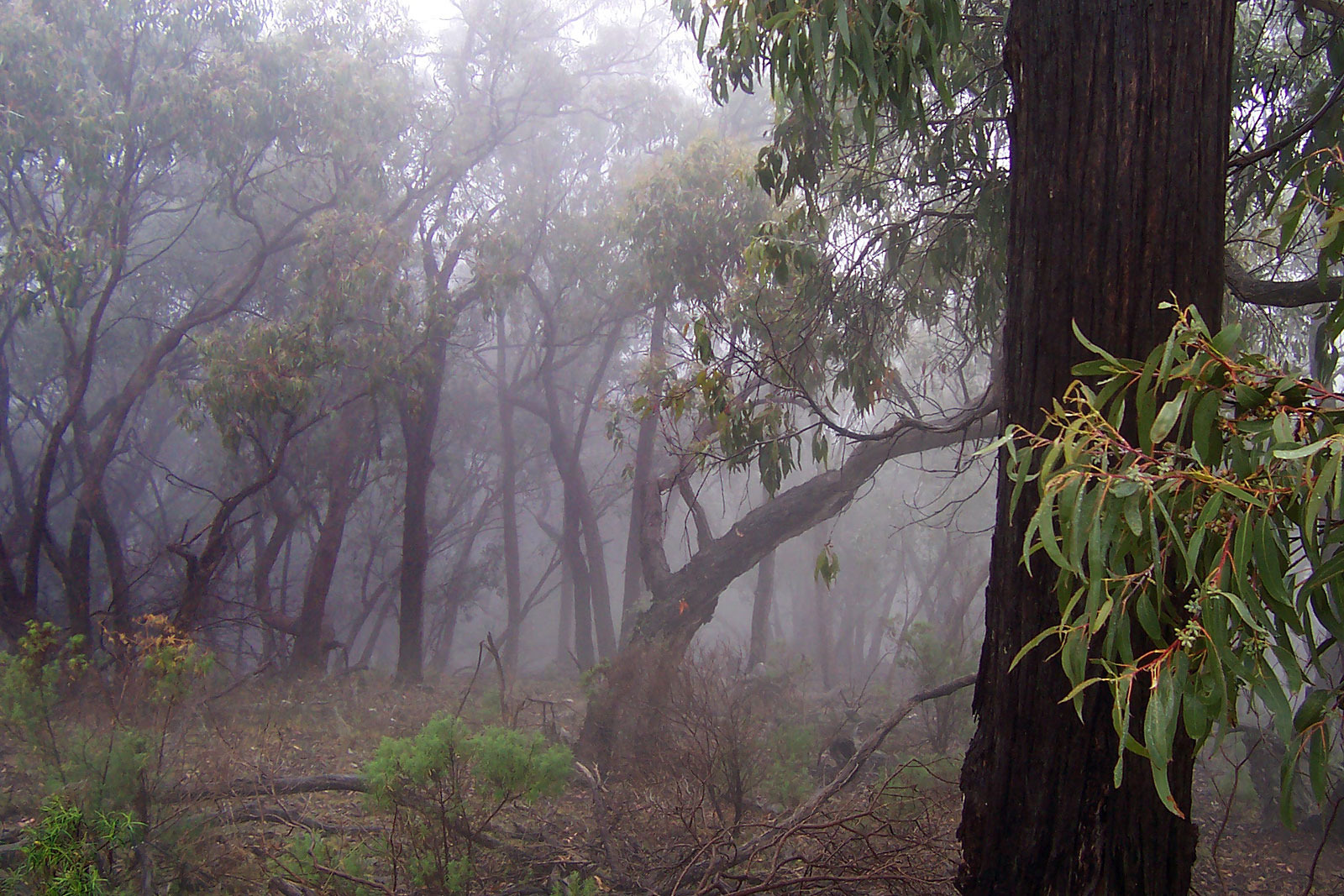
Le bush australien.

Le climat de l'Australie est très varié, même si la majeure partie de ce pays est désertique ou semi-aride. Seuls les coins sud-est et sud-ouest du pays bénéficient d'un climat tempéré et d'un sol moyennement fertile. Le nord du pays, qui connaît un climat tropical, est couvert soit de forêts tropicales humides, soit de prairies, soit de déserts.
Les précipitations sont extrêmement variables, avec de fréquentes sécheresses qui durent plusieurs saisons, et que l'on pense liées en partie au phénomène El Niño. Une tempête de poussière est parfois capable de s'étendre sur toute une région, voire sur plusieurs états, et il y a des cas de tornades de grande ampleur. Dans certaines zones, l'élévation de la salinité et la désertification causent des dégâts importants au paysage.
L'Australie est située entre 10° et 40° de latitude sud, de part et d'autre du tropique du Capricorne, dans une position semblable à celle du Sahara dans l'hémisphère nord. Bordée de plus à l'ouest par des eaux froides, cette situation a transformé une grande partie de l'Australie occidentale en un désert chaud et aride, caractéristique que l'on retrouve sur la majeure partie de ce continent. Ces eaux froides ne produisent pas suffisamment d'humidité nécessaire à la terre. Une étude menée en 2005 par des chercheurs américains et australiens a examiné la désertification de l'intérieur, et a proposé comme explication l'arrivée des hommes il y a 50 000 ans environ. Les brûlis pratiqués régulièrement par ces colons peuvent avoir empêché les moussons de pénétrer à l'intérieur du pays.

## Éléments du climat australien

### Température de l'air
Les températures les plus hautes peuvent atteindre les 50 °C, tandis que les minimums peuvent descendre en dessous de 0 °C. Mais comme ce continent ne possède pas de très hautes chaînes de montagne, et qu'il est majoritairement entouré d'océans chauds, les températures très basses y sont rares. Le réchauffement climatique s'y fait sentir : en un siècle, la température moyenne de l'air en surface y a augmenté de 0,7 °C.

### Précipitations
En Australie, le régime des précipitations est fortement lié aux saisons. Comparée aux autres masses continentales, l'Australie est l'une des plus arides. Plus de 80 % de sa surface connaît une pluviométrie annuelle inférieure à 600 millimètres; seul l'Antarctique reçoit encore moins d'eau. En passant à un autre extrême, certaines côtes nord du Queensland ont des moyennes annuelles de plus de 4 000 mm, le record australien de 12 461 mm ayant été atteint en 2000 au sommet du Mount Bellenden Ker, qui possède aussi depuis 1986 le record mondial de précipitations en 8 jours avec 3 847 mm. Il y a quatre raisons principales à la sécheresse du continent australien :
- les courants océaniques froids sur ses côtes occidentales. Le faible taux d'évaporation de cette masse d'eau froide n'engendre que de rares nuages, incapables de produire des épisodes pluvieux significatifs. Une zone aride ou semi-aride s'étend dans cette région.
- la faible altitude du relief. L'absence de chaîne montagneuse importante ou de zone suffisamment élevée entraîne la rareté des pluies créées par soulèvement orographique. À l'est, la Cordillère australienne limite la pénétration des pluies à l'intérieur du pays.
- La prédominance d'un système de haute pression. Une masse d'air tropical continental se maintient sur la plus grande partie du pays. Formée d'anticyclones se déplaçant lentement vers l'est, cette masse d'air ne contient que des fronts faiblement actifs.
- la forme du continent. L'Australie a une forme compacte, et aucun vaste plan d'eau n'existe à l'intérieur des terres. Cela signifie que des vents humides ne peuvent souffler à l'intérieur du pays, ce qui maintient une faible pluviométrie.

Station de ski de Thredbo.

En Australie, il peut neiger sur les montagnes de l'État de Victoria, du Territoire de la capitale australienne, de Nouvelle-Galles du Sud et de Tasmanie. Il y a, pendant l'hiver austral, régulièrement de la neige dans certaines régions, qui comptent des stations de sports d'hiver saisonnières. La neige apparaît aussi parfois dans les montagnes de l'Australie-Méridionale, d'Australie-Occidentale et du Queensland, mais cela reste rare.
Les stations de ski les plus connues sont : Charlotte Pass, Perisher, Selwyn Snowfields, et Thredbo dans le NSW, et Falls Creek, Dinner Plain, Mont Baw Baw, Mont Buffalo, Mont Buller et Mont Hotham dans le Victoria.
Des chutes de neige au niveau de la mer ont été signalées sur le continent australien, mais cela arrive le plus souvent en Tasmanie, où elle est tombée à peu près partout. Parfois, une vague de froid, causée par la remontée d'air venant de l'Antarctique, peut provoquer d'importantes chutes de neige dans les régions rurales, comme dans des cités importantes, telles Hobart, Melbourne, Canberra et Sydney. Ces événements sont rares, mais cela est déjà arrivé en 1951, 1986 et 2005.

## Régions

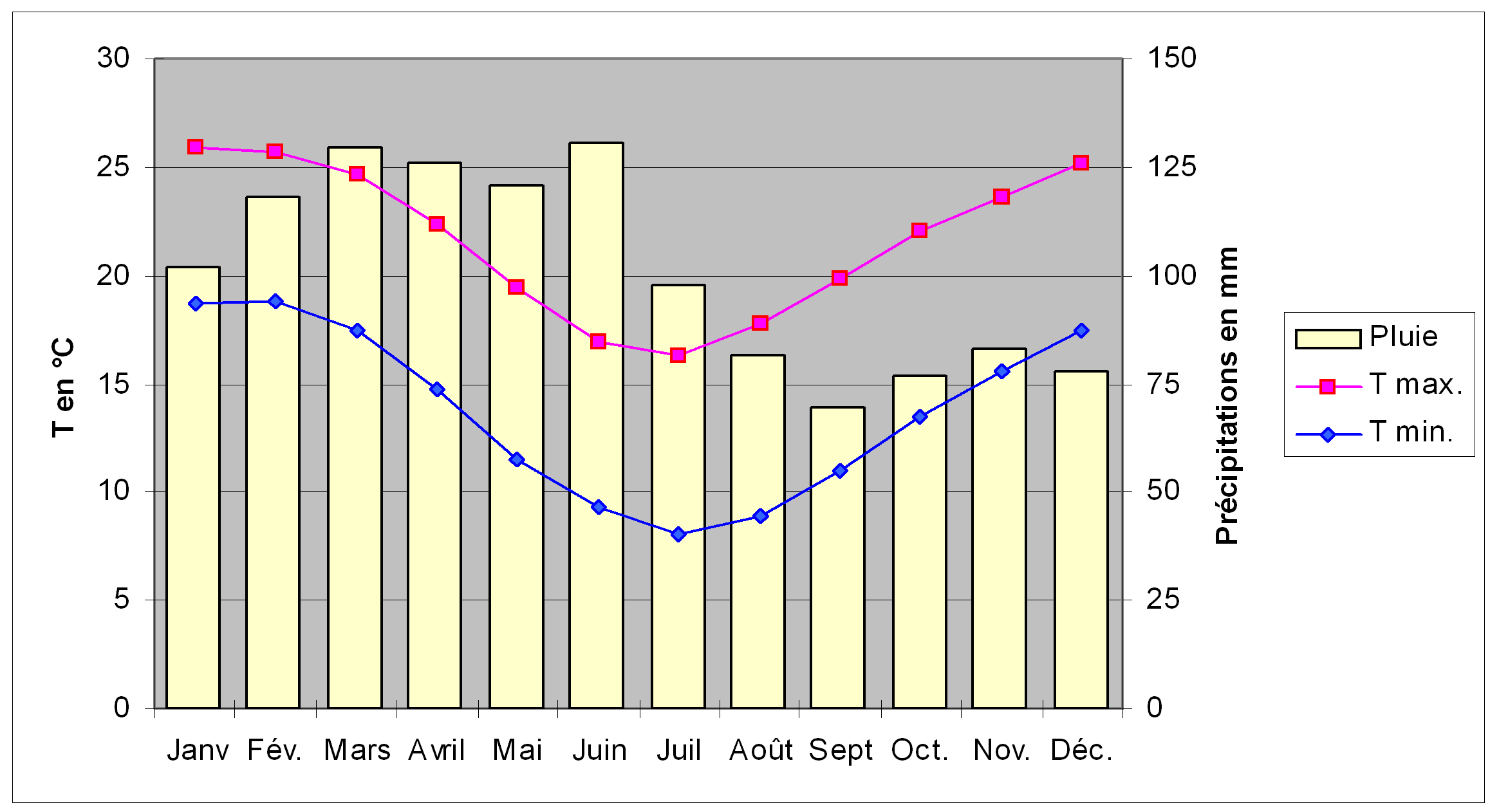
Thermométrie et pluviométrie à Sydney, moyennées entre 1859 et 2009.
Source : BoM.

### Région tempérée du sud-est
La région tempérée du sud-est s'étend de Ceduna, en Australie-Méridionale, à l'ouest, à la ville côtière de Forster, en Nouvelle-Galles du Sud, à l'est. Le climat de cette région est qualifié de climat océanique, caractérisé par des étés chauds et des hivers doux, et une température moyenne avoisinant les 20 °C.
Statistiquement, le mois le plus chaud est janvier, et le plus froid est juillet. Les précipitations sont réparties de façon égale entre l'été et l'hiver, bien qu'elles soient généralement plus importantes pendant la première moitié de l'année.
Si la région ne souffre pas des cyclones tropicaux, elle subit en revanche l'influence du phénomène El Niño, avec des sécheresses et des feux de brousse durant la phase El Niño, et des tempêtes et des inondations durant la période La Niña.
Le climat de cette région a aussi été affecté récemment par le réchauffement climatique, janvier 2006 étant devenu le mois le plus chaud jamais enregistré, et le dixième mois consécutif au-dessus de la température moyenne saisonnière.
|                                                                       | Janv                                                       | Fevr                                                       | Mars                                                       | Avr.                                                       | Mai                                                        | Juin                                                       | Juil                                                       | Août                                                       | Sept                                                       | Oct.                                                       | Nov.                                                       | Déc.                                                       | Annuel                                                     |                                                            |
| --------------------------------------------------------------------- | ---------------------------------------------------------- | ---------------------------------------------------------- | ---------------------------------------------------------- | ---------------------------------------------------------- | ---------------------------------------------------------- | ---------------------------------------------------------- | ---------------------------------------------------------- | ---------------------------------------------------------- | ---------------------------------------------------------- | ---------------------------------------------------------- | ---------------------------------------------------------- | ---------------------------------------------------------- | ---------------------------------------------------------- | ---------------------------------------------------------- |
| Moyenne des températures maximales journalières (°C)                  | 25,9                                                       | 25,7                                                       | 24,7                                                       | 22,4                                                       | 19,4                                                       | 16,9                                                       | 16,3                                                       | 17,8                                                       | 19,9                                                       | 22,1                                                       | 23,6                                                       | 25,2                                                       | 21,7                                                       |                                                            |
| Moyenne des températures minimales journalières (°C)                  | 18,7                                                       | 18,8                                                       | 17,5                                                       | 14,7                                                       | 11,5                                                       | 9,3                                                        | 8,0                                                        | 8,9                                                        | 11,0                                                       | 13,5                                                       | 15,6                                                       | 17,5                                                       | 13,8                                                       |                                                            |
| Moyenne des précipitations mensuelles en (mm)                         | 102,0                                                      | 117,9                                                      | 129,4                                                      | 126,2                                                      | 120,7                                                      | 130,6                                                      | 97,6                                                       | 81,7                                                       | 69,4                                                       | 76,9                                                       | 83,1                                                       | 77,9                                                       | 1213,4                                                     |                                                            |
| Nombre moyen de jours de pluie (pluie > 1 mm)                         | 8,7                                                        | 9,0                                                        | 9,8                                                        | 9,0                                                        | 8,7                                                        | 8,6                                                        | 7,5                                                        | 7,3                                                        | 7,3                                                        | 7,9                                                        | 8,4                                                        | 8,0                                                        | 100,2                                                      |                                                            |
| Durée moyenne d'ensoleillement (heures)                               | 7,1                                                        | 6,7                                                        | 6,4                                                        | 6,4                                                        | 5,9                                                        | 5,5                                                        | 6,4                                                        | 7,1                                                        | 7,2                                                        | 7,2                                                        | 7,8                                                        | 7,6                                                        | 6,8                                                        |                                                            |
| Source: (en) Australian Government, Bureau of Meteorology, avril 2009 | rouge : plus grandes valeurs / bleu : plus petites valeurs | rouge : plus grandes valeurs / bleu : plus petites valeurs | rouge : plus grandes valeurs / bleu : plus petites valeurs | rouge : plus grandes valeurs / bleu : plus petites valeurs | rouge : plus grandes valeurs / bleu : plus petites valeurs | rouge : plus grandes valeurs / bleu : plus petites valeurs | rouge : plus grandes valeurs / bleu : plus petites valeurs | rouge : plus grandes valeurs / bleu : plus petites valeurs | rouge : plus grandes valeurs / bleu : plus petites valeurs | rouge : plus grandes valeurs / bleu : plus petites valeurs | rouge : plus grandes valeurs / bleu : plus petites valeurs | rouge : plus grandes valeurs / bleu : plus petites valeurs | rouge : plus grandes valeurs / bleu : plus petites valeurs | rouge : plus grandes valeurs / bleu : plus petites valeurs |

### Région centrale aride

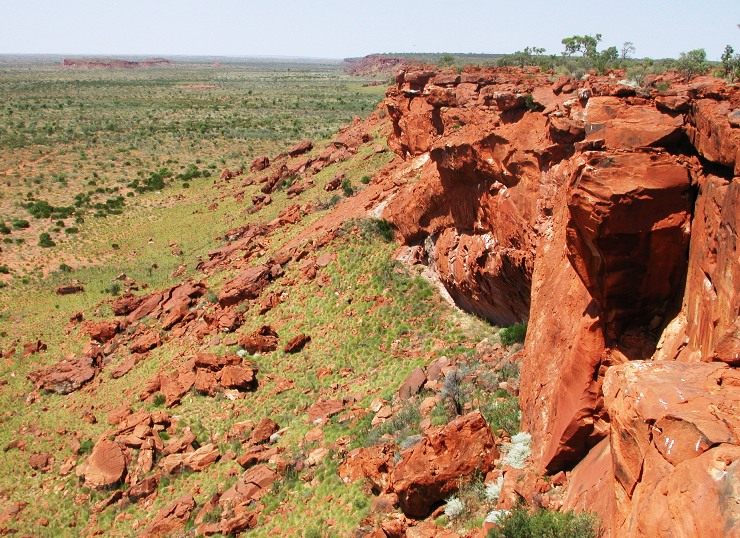
Le petit désert de sable près de Durba Spring.

L'Australie est constituée en grande partie de déserts et de régions semi-arides. La plupart des déserts australiens se trouve dans le centre et dans le nord-ouest du pays. Ensemble, ils couvrent une surface de près de 1,5 million de kilomètres carrés.
La précipitation annuelle moyenne y est faible, comprise entre 80-110 et 250 mm, mais les zones qui reçoivent régulièrement moins de 100 mm sont très peu étendues : un endroit près du Lac Eyre recevrait seulement 81 mm de précipitations en moyenne annuelle. Un autre endroit, Troudaninna Bore (coordonnées : 29° 11' 44" S, 138° 59' 28" E, altitude : 46 m) a reçu, entre 1893 et 1936, en moyenne annuelle, 104,9 mm (4.13 pouces) de précipitations. Mulka Bore, Coober Pedy Airport, Murnpeowie, Anna Creek, Cowarie ou encore Beresford (Australie-Méridionale) sont d'autres stations qui enregistrent, chacune, des précipitations annuelles moyennes inférieures à 150 mm.
On ne trouve donc pas dans ces déserts de régions aussi sèches que dans le Sahara ou dans le désert d'Atacama. Par contre, d'une année à l'autre, les précipitations sont extrêmement irrégulières. Il n'est pas rare de trouver des rapports supérieurs à 10 entre une année pluvieuse et une année sèche. Ainsi Watarrka (Territoire du Nord) a reçu 824,4 mm de pluie en 2000, et seulement 78,2 mm en 1996.
Les orages sont relativement courants, avec une moyenne de 15 à 20 orages par an. En été, les températures diurnes vont de 32 à 40 °C et, en hiver, elles tombent entre 18 et 23 °C. Il ne neige dans aucun désert.

## États et territoires

### Territoire de la capitale australienne

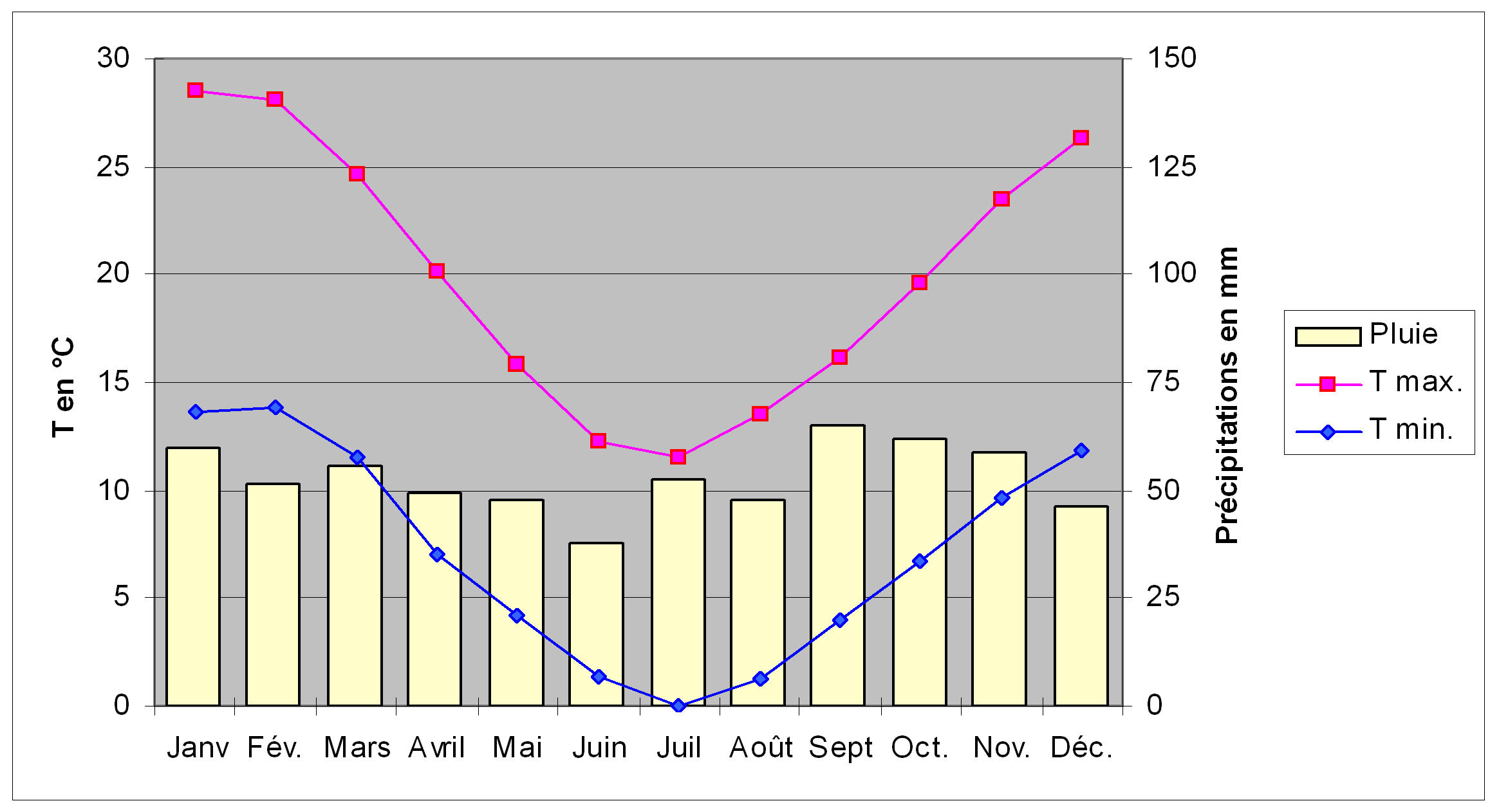
Thermométrie et pluviométrie à Canberra.
Source : Bureau of Meteorology.

À cause de son altitude (650 m) et de sa distance de la côte, le Territoire de la capitale australienne connaît quatre saisons distinctes, à la différence de bien des cités australiennes, dont le climat est tempéré par la présence de la mer. Canberra est tristement connue pour ses étés brûlants et secs, et ses hivers froids, accompagnés parfois de brouillard et souvent de gelées.
Le climat de Canberra, comme celui du reste de l'Australie, subit fortement l'influence de la crête barométrique (ou dorsale) subtropicale, zone de hautes pressions, située entre 30° et 40° sud, qui se déplace du nord au sud en fonction du soleil. Durant l'été, cette dorsale se trouve sur le sud de l'Australie, créant un temps chaud à très chaud, et des vents soufflant généralement de l'est. Les pluies sont alors créées par l'activité orageuse. Durant l'hiver, cette dorsale remonte vers le nord, permettant aux vents d'ouest de souffler et aux fronts froids associés de s'étendre sur l'État, occasionnant des chutes de pluie. Aussi, les précipitations sont réparties assez équitablement tout au long de l'année, septembre étant toutefois le mois le plus humide, et juin le plus sec. La moyenne annuelle des précipitations est de 623 mm.
Cet État n'est pas très venté : 25 jours de vents forts par an en moyenne, l'essentiel arrivant entre août et novembre.
La neige est plutôt rare à Canberra avec une à deux chutes par an, qui fondent très rapidement. Par contre, beaucoup des plus hautes montagnes du sud-ouest du territoire sont couvertes de neige pendant une bonne partie de l'hiver. Les cimes enneigées sont facilement visibles depuis la cité.
La plus haute température relevée dans ce territoire est 42,8 °C, à Acton, banlieue au nord de Canberra, le 11 janvier 1939. La plus basse, −14,6 °C, fut enregistrée à Gudgenby le 11 juillet 1971.

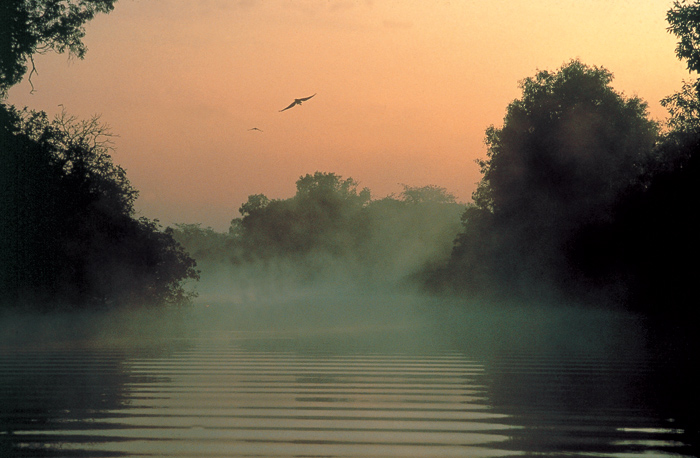
Un billabong dans le Parc national de Kakadu (Territoire du Nord). Au nord de l'Australie, au moment de la mousson, le temps est très chaud et pluvieux.

|                                                                       | Janv                                                       | Fevr                                                       | Mars                                                       | Avr.                                                       | Mai                                                        | Juin                                                       | Juil                                                       | Août                                                       | Sept                                                       | Oct.                                                       | Nov.                                                       | Déc.                                                       | Annuel                                                     |                                                            |
| --------------------------------------------------------------------- | ---------------------------------------------------------- | ---------------------------------------------------------- | ---------------------------------------------------------- | ---------------------------------------------------------- | ---------------------------------------------------------- | ---------------------------------------------------------- | ---------------------------------------------------------- | ---------------------------------------------------------- | ---------------------------------------------------------- | ---------------------------------------------------------- | ---------------------------------------------------------- | ---------------------------------------------------------- | ---------------------------------------------------------- | ---------------------------------------------------------- |
| Moyenne des températures maximales journalières (°C)                  | 28,5                                                       | 28,1                                                       | 24,7                                                       | 20,1                                                       | 15,8                                                       | 12,3                                                       | 11,5                                                       | 13,5                                                       | 16,2                                                       | 19,6                                                       | 23,5                                                       | 26,3                                                       | 20,0                                                       |                                                            |
| Moyenne des températures minimales journalières (°C)                  | 13,6                                                       | 13,8                                                       | 11,5                                                       | 7,0                                                        | 4,2                                                        | 1,4                                                        | 0,0                                                        | 1,3                                                        | 4,0                                                        | 6,7                                                        | 9,7                                                        | 11,9                                                       | 7,1                                                        |                                                            |
| Moyenne des précipitations mensuelles en (mm)                         | 59,8                                                       | 51,2                                                       | 55,6                                                       | 49,3                                                       | 47,5                                                       | 37,9                                                       | 52,4                                                       | 47,6                                                       | 65,2                                                       | 61,9                                                       | 58,7                                                       | 46,1                                                       | 632,6                                                      |                                                            |
| Nombre moyen de jours de pluie (pluie > 1 mm)                         | 5,4                                                        | 4,1                                                        | 4,9                                                        | 5,4                                                        | 5,8                                                        | 5,5                                                        | 6,4                                                        | 7,0                                                        | 7,9                                                        | 7,3                                                        | 7,4                                                        | 5,5                                                        | 72,6                                                       |                                                            |
| Source: (en) Australian Government, Bureau of Meteorology, avril 2009 | rouge : plus grandes valeurs / bleu : plus petites valeurs | rouge : plus grandes valeurs / bleu : plus petites valeurs | rouge : plus grandes valeurs / bleu : plus petites valeurs | rouge : plus grandes valeurs / bleu : plus petites valeurs | rouge : plus grandes valeurs / bleu : plus petites valeurs | rouge : plus grandes valeurs / bleu : plus petites valeurs | rouge : plus grandes valeurs / bleu : plus petites valeurs | rouge : plus grandes valeurs / bleu : plus petites valeurs | rouge : plus grandes valeurs / bleu : plus petites valeurs | rouge : plus grandes valeurs / bleu : plus petites valeurs | rouge : plus grandes valeurs / bleu : plus petites valeurs | rouge : plus grandes valeurs / bleu : plus petites valeurs | rouge : plus grandes valeurs / bleu : plus petites valeurs | rouge : plus grandes valeurs / bleu : plus petites valeurs |

### Nouvelle-Galles du Sud
La plus haute température enregistrée, 50,0 °C, le fut à Wilcannia, dans l'ouest de l'état, le 11 janvier 1939. La température la plus basse fut −23,0 °C à Charlotte Pass, dans les Snowy Mountains, le 29 juin 1994. C'est également la plus basse température jamais enregistrée dans toute l'Australie, à l'exception du Territoire Antarctique australien.

### Territoire du Nord
Le Territoire du Nord présente deux zones climatiques distinctes. La partie septentrionale, qui comprend Darwin, possède un climat tropical humide à deux saisons, une saison humide de novembre à avril, et une saison sèche de mai à octobre. Pendant celle-ci, pratiquement tous les jours sont chauds et ensoleillés, et le taux d'humidité avoisine 30 %. Il y a très peu de pluie entre mai et septembre. Pendant les mois les plus froids (juin et juillet), la température minimale diurne peut plonger jusqu'à 14 °C, mais rarement en dessous, la gelée n'ayant jamais été observée. La saison des pluies est associée à des cyclones tropicaux et à des pluies de mousson. La majorité des précipitations se produit entre décembre et mars (lors de l'été austral), lorsque les orages sont fréquents, et l'hygrométrie moyenne dans l'après-midi dépasse les 70 % pendant les mois les plus humides. Annuellement, il tombe en moyenne 1 570 mm de pluie dans le nord.

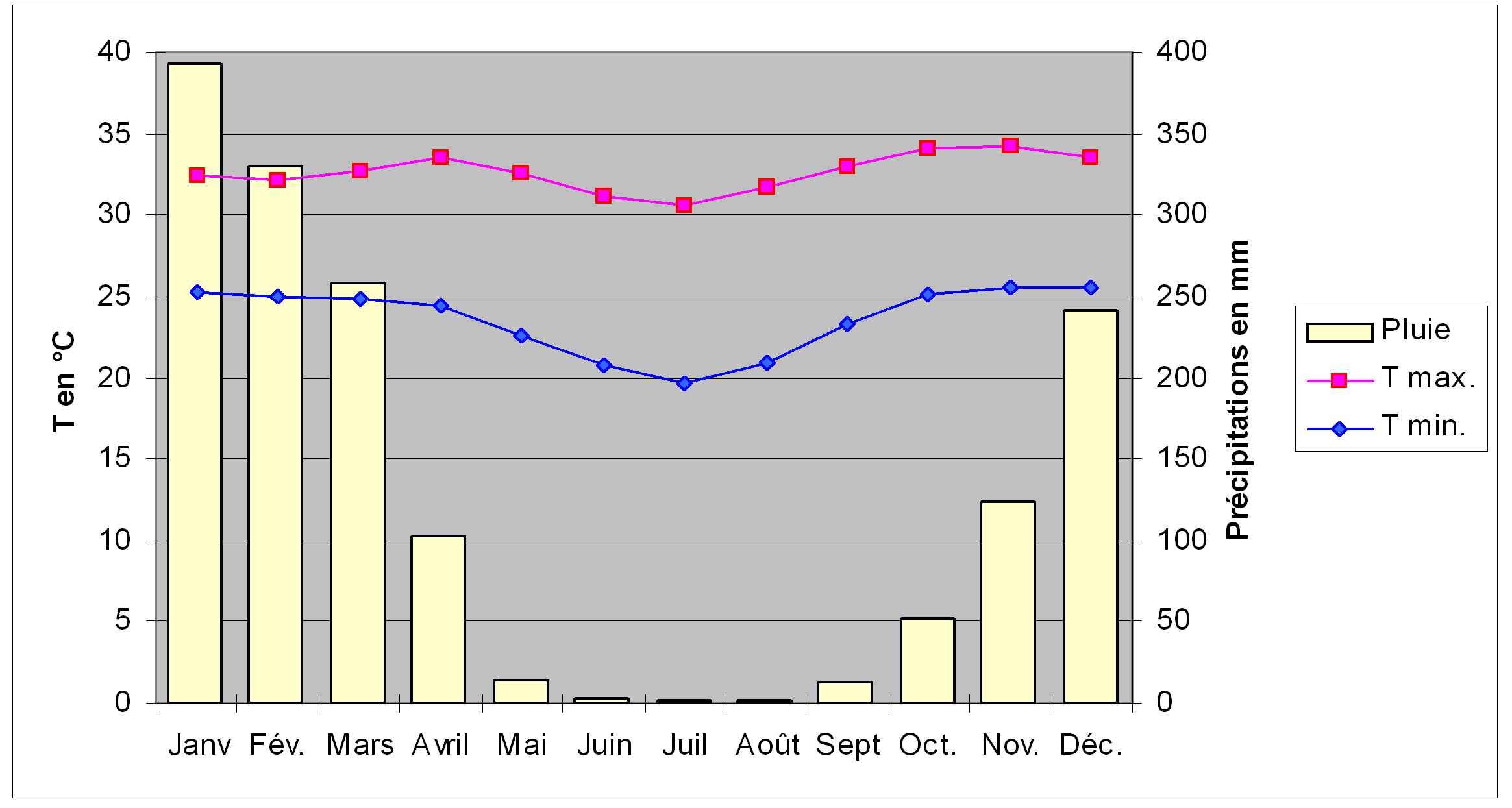
Thermométrie et pluviométrie à Darwin.
Source : Bureau of Meteorology.

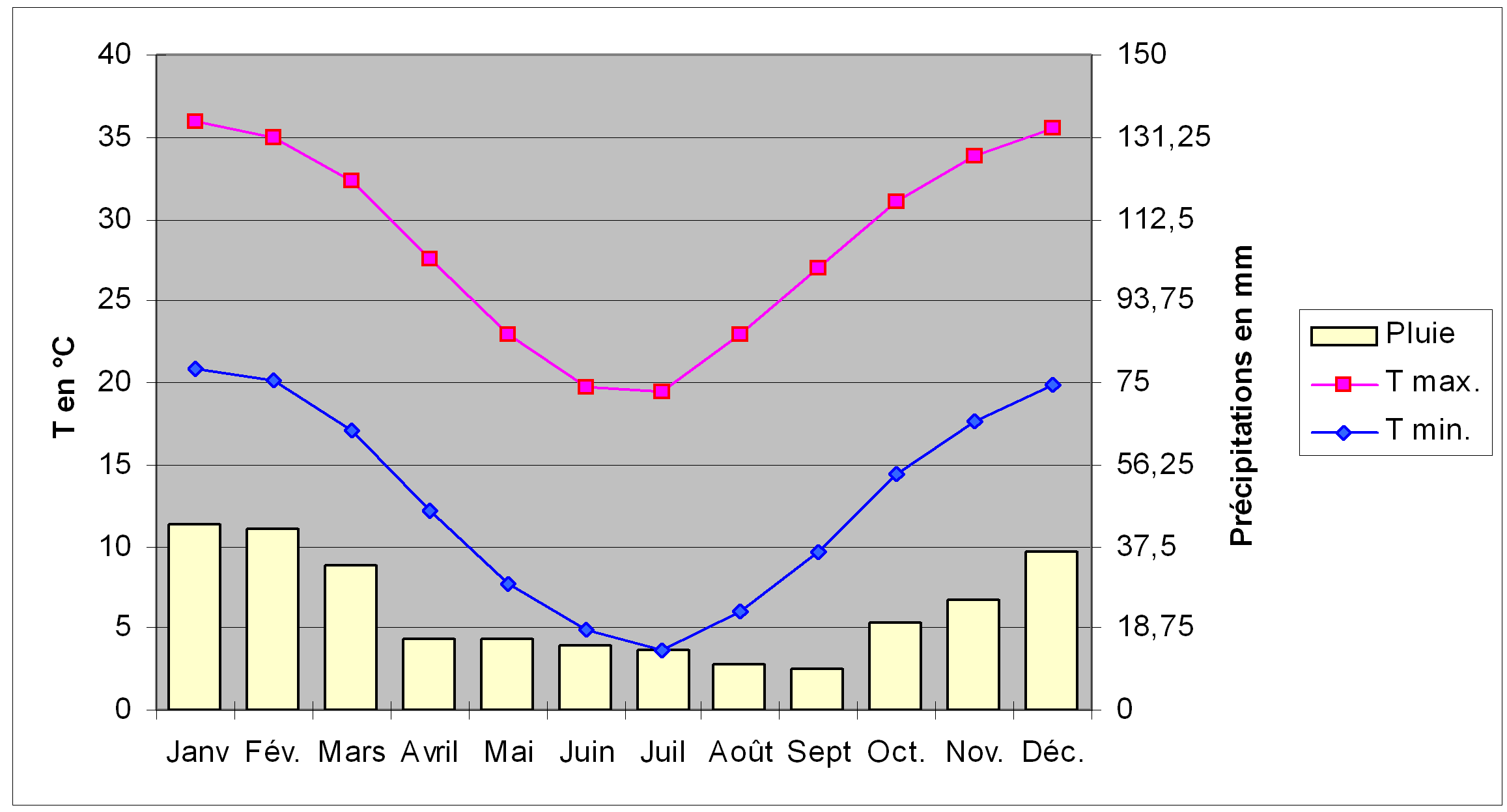
Thermométrie et pluviométrie à Alice Springs.
Source : Bureau of Meteorology.

La partie sud de l'État s'étend dans le désert du centre du pays. C'est là que sont situés Alice Springs et Ayers Rock. C'est une région semi-aride, où le peu de pluie tombe généralement durant les mois les plus chauds, d'octobre à mars. Par suite de la sécheresse de l'air, les températures sont très contrastées : les étés sont brûlants, mais, en hiver, les températures sont fraîches, et certaines nuits, on peut observer des gelées. Le centre de l'Australie reçoit moins de 250 mm de pluie par an. La plus haute température enregistrée dans ce territoire était de 48,3 °C à Aputula le 2 janvier 1960. La plus basse température était −7,5 °C à Alice Springs le 12 juillet 1976.

### Queensland
À cause de ses dimensions (plus de 2 000 km du nord au sud et 1 600 km d'est en ouest), on observe de grandes variations de climat à l'intérieur de cet État. Une faible pluviosité et des étés très chauds caractérisent le climat de l'intérieur occidental, tandis qu'à l'extrême nord existe une saison humide de mousson, et, le long de la bande côtière, règnent des températures élevées. Le climat de la bande côtière subit l'influence des eaux chaudes de l'océan, qui lui épargne les températures extrêmes et qui fournit l'humidité nécessaire aux précipitations.
En se basant sur la température et l'hygrométrie, on peut distinguer cinq zones climatiques prédominantes dans le Queensland :
- un été très chaud et humide (extrême nord et la côte), par exemple à Cairns.
- un été chaud et humide (arrière-pays côtier en altitude et littoral sud-est), par exemple à Brisbane.
- un été très chaud et sec, et un hiver doux (centre ouest).
- un été très chaud et sec, et un hiver froid (zone sud-ouest), par exemple à Birdsville.
- un climat tempéré : été chaud et hiver froid (intérieur sud-est, par exemple à Stanthorpe).

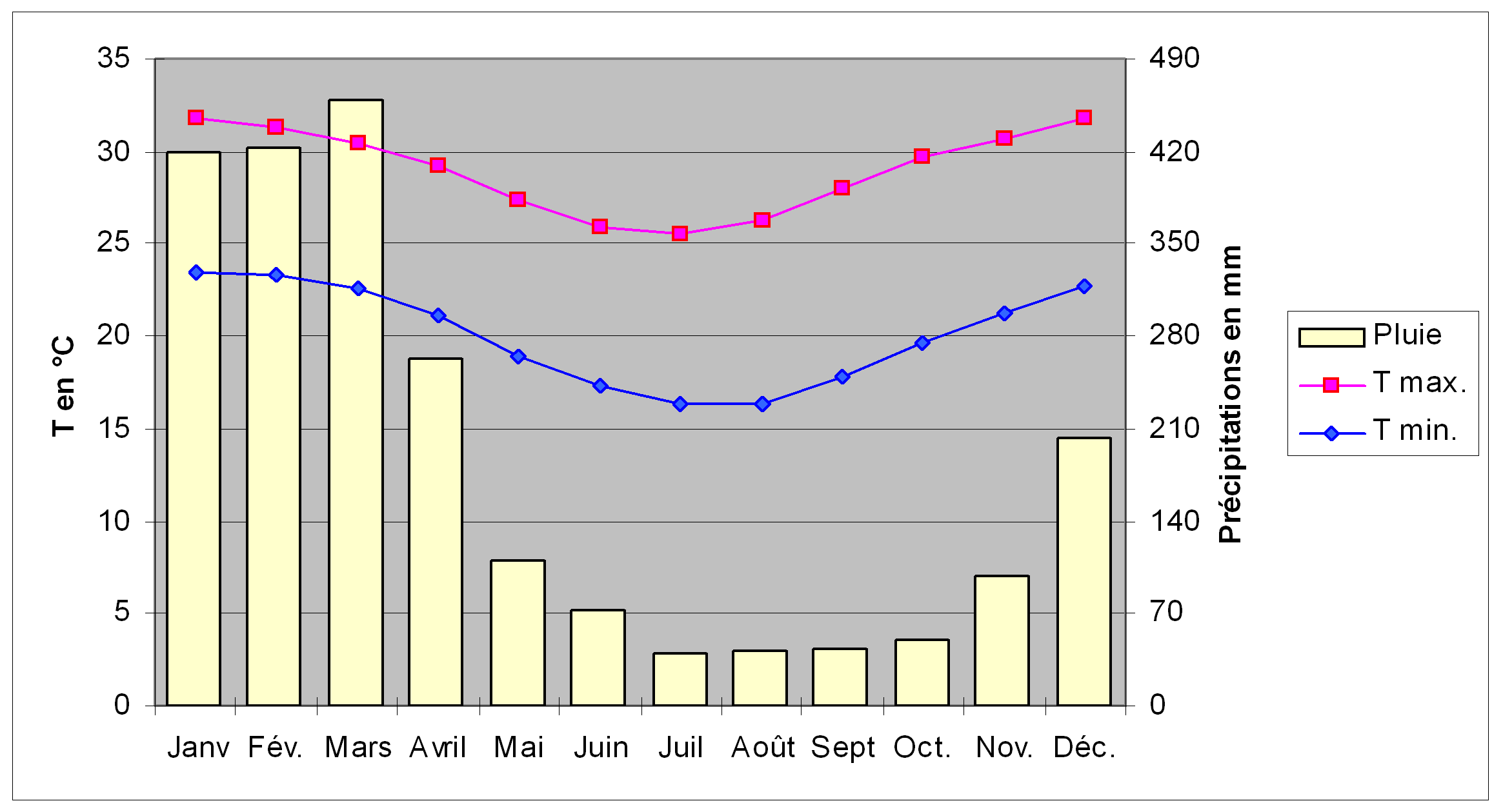
Thermométrie et pluviométrie à Cairns.
Source : Bureau of Meteorology.

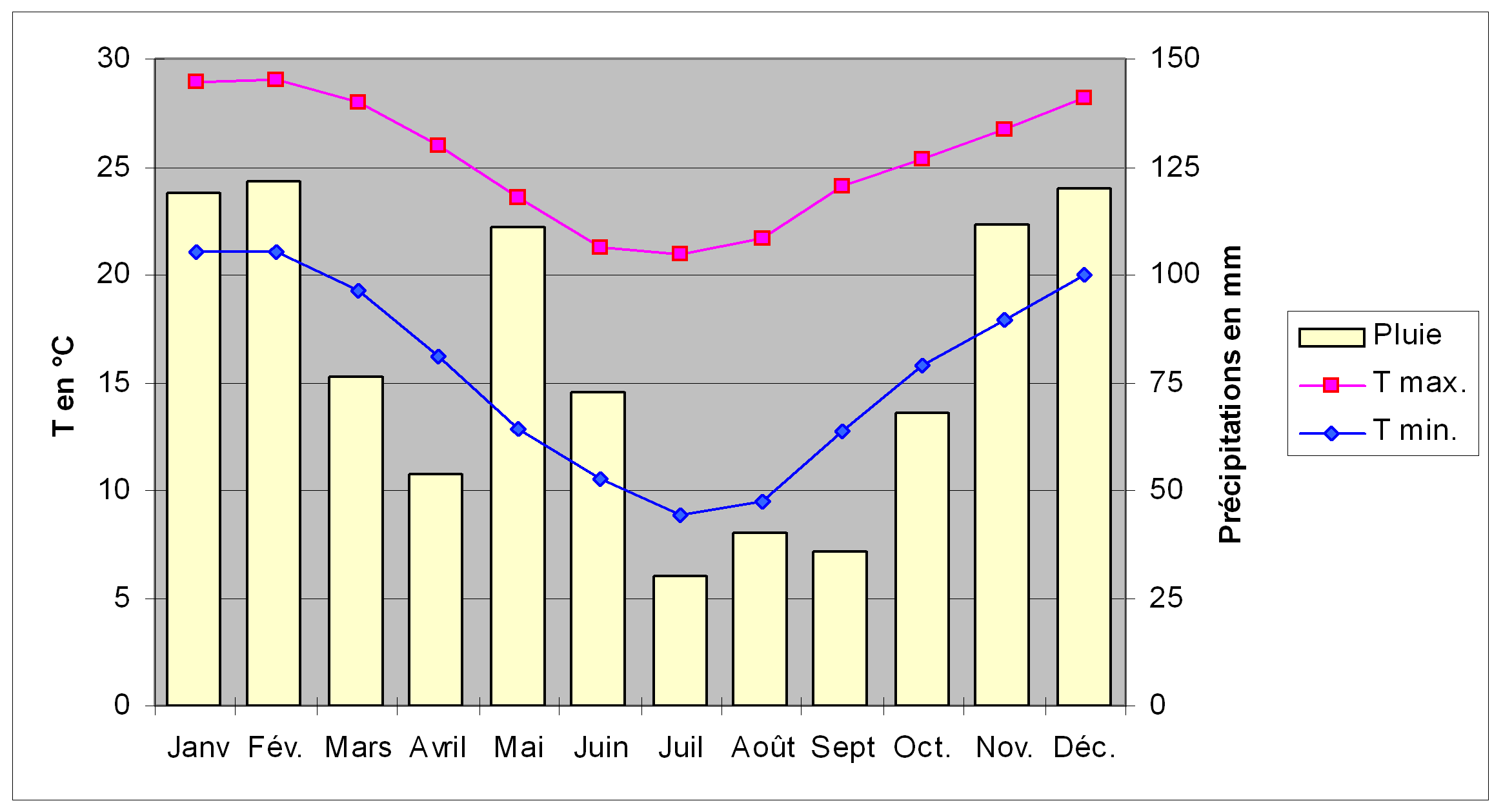
Thermométrie et pluviométrie à Brisbane.
Source : Bureau of Meteorology.

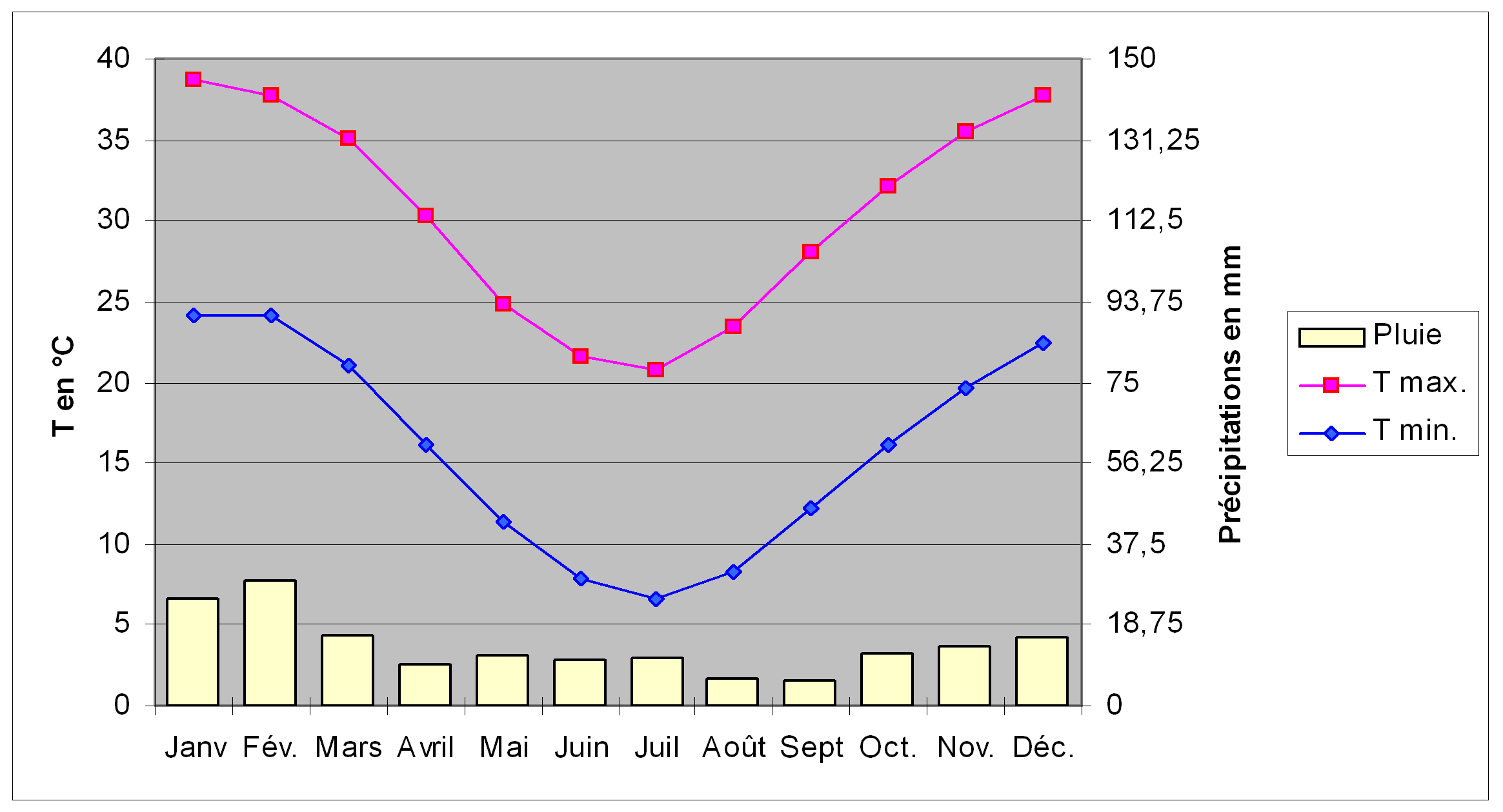
Thermométrie et pluviométrie à Birdsville.
Source : Bureau of Meteorology.

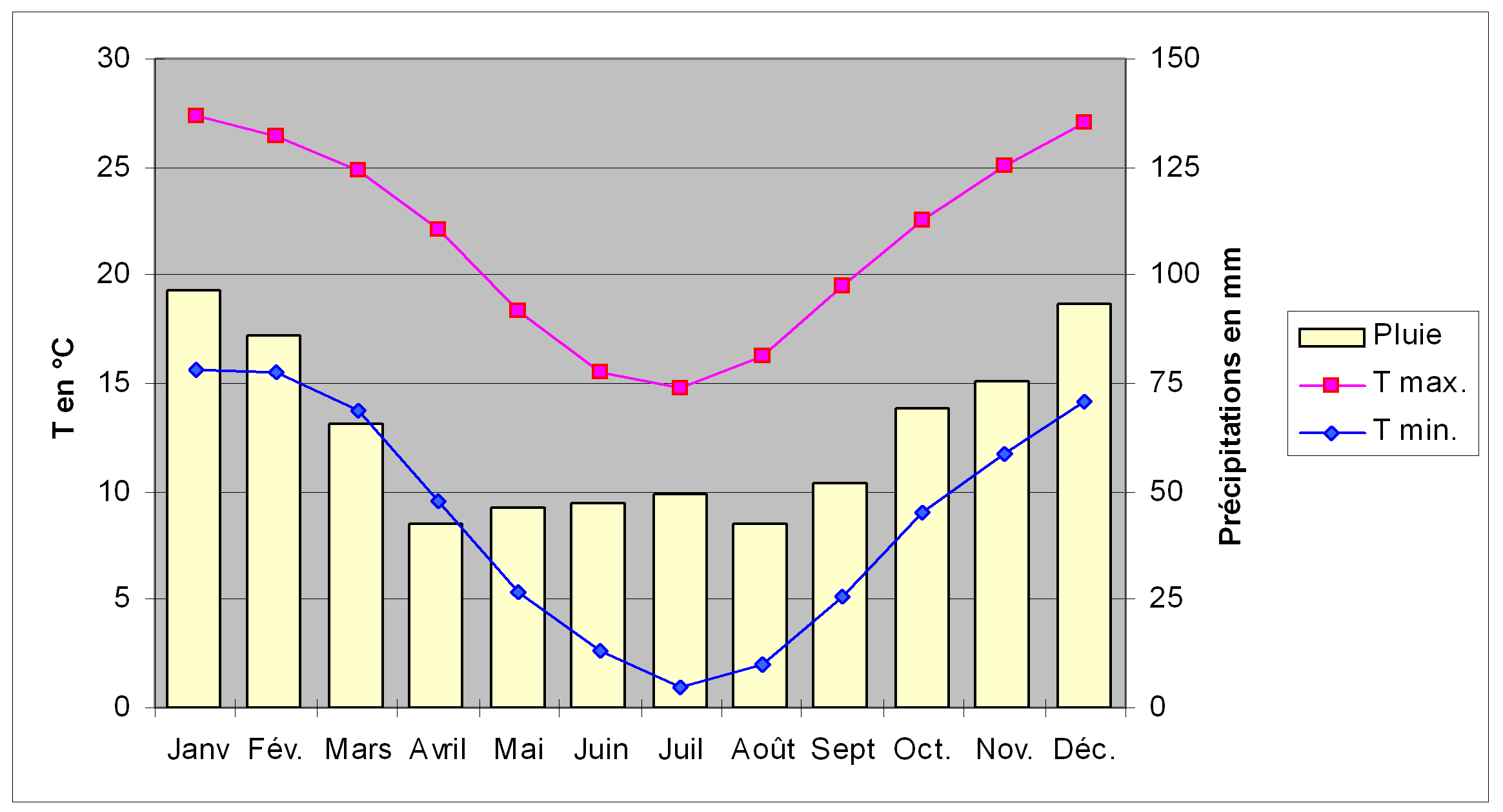
Thermométrie et pluviométrie à Stanthorpe.
Source : Bureau of Meteorology.

Pourtant, pour la majorité des habitants du Queensland, il n'existe que deux saisons : un « hiver » avec un temps chaud et peu de précipitations, et un été étouffant, avec des températures très hautes, une atmosphère moite et de fortes précipitations. La plus haute température observée dans l'État est de 49,5 °C à Birdsville le 24 décembre 1972, la température de 53,1 °C à Cloncurry le 16 janvier 1889 n'étant pas considère comme officielle. La température la plus basse est de −11,0 °C à Stanthorpe le 4 juillet 1895.

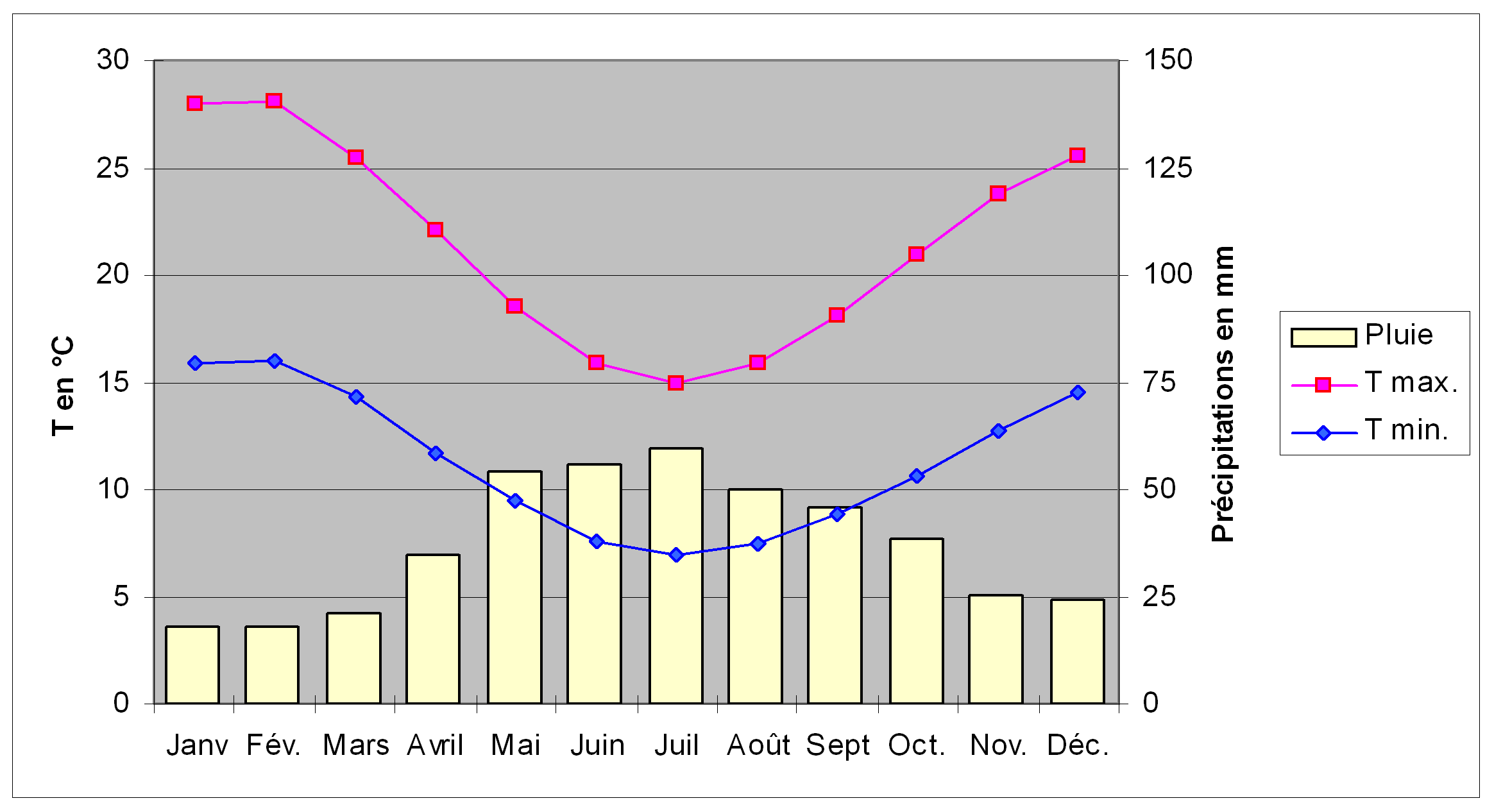
Thermométrie et pluviométrie à Adélaïde.
Source : Bureau of Meteorology.

### Australie-Méridionale
La gamme de température de l'Australie-Méridionale s'étend de 29 °C en janvier à 15 °C en juillet. Dans certaines parties de l'État, les températures diurnes peuvent atteindre les 48 °C. La bande côtière au sud connaît un climat méditerranéen, exempt des coups de froid, que subissent parfois les côtes méditerranéennes françaises. Les précipitations y sont plus abondantes pendant l'hiver austral.
La plus haute température enregistrée dans cet État est de 50,7 °C à Oodnadatta le 2 janvier 1960, qui est la plus haute température officiellement enregistrée en Australie. La plus basse température est de −8,0 °C à Yongala le 20 juillet 1976.

### Tasmanie

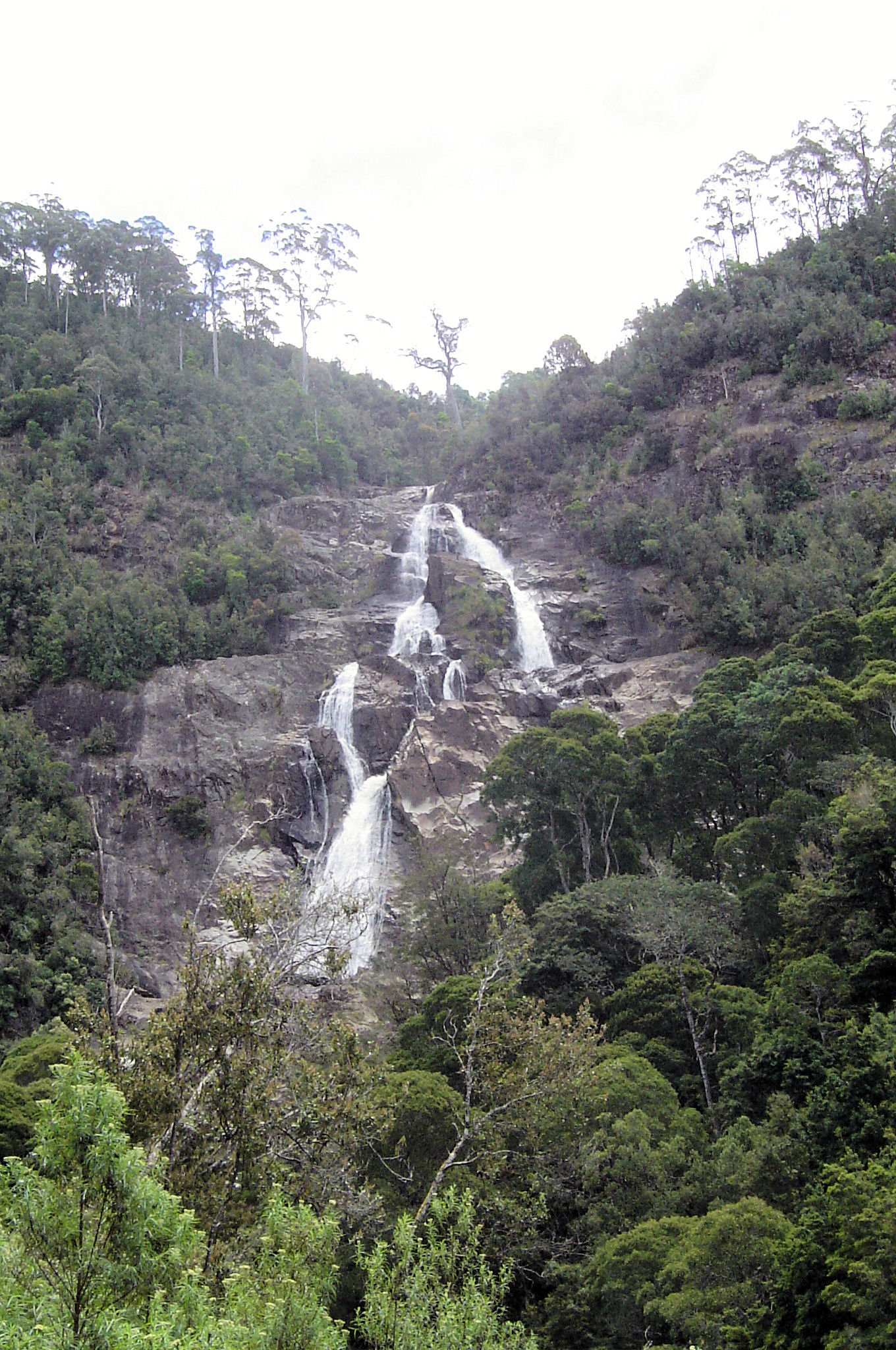
La chute de St. Columbia.

La Tasmanie possède un climat tempéré froid à quatre saisons. L'été dure de décembre à février, la température moyenne de l'eau de mer valant 21 °C, et la température de l'air dans la région de Launceston atteignant 24 °C. Les autres régions de l'intérieur sont bien plus froides, Liawenee, situé sur le Plateau central, étant l'un des endroits les plus froids d'Australie, avec des températures s'établissant en février, en plein été, entre 4 °C et 17 °C. L'automne dure de mars à mai, avec un temps très changeant, pendant lequel les conditions estivales cèdent peu à peu le pas à l'hiver.

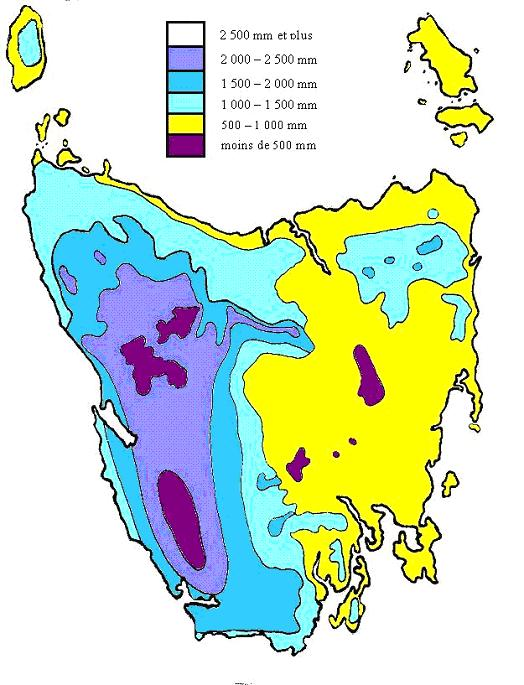
Précipitation annuelle en Tasmanie.

Juin et juillet, les mois d'hiver, y sont généralement les plus humides et les plus froids, et la plupart des zones en altitude reçoivent de considérables chutes de neige. La moyenne des températures maximales hivernales se situe à 12 °C près des côtes, et à 3 °C sur le Plateau central, à cause de séries de fronts froids venant de l'Océan austral.
Le printemps est une saison de transition, au cours de laquelle les conditions hivernales laissent peu à peu la place à l'été, même si les chutes de neige ne sont pas inhabituelles encore en octobre. Le printemps est généralement la période de l'année la plus venteuse, avec des brises de mer prenant naissance l'après-midi sur les côtes.
En Tasmanie, les précipitations suivent un schéma complexe, assez analogue à celui que l'on rencontre à la même latitude sur les grands continents de l'hémisphère nord. À l'ouest, la pluviomètrie croît de 1 458 mm sur la côte à Strahan à 2 690 mm à Cradle Valley dans les highlands.
La pluviosité atteint un maximum marqué en hiver : typiquement janvier et février ne voient que 30 à 40 % des pluies tombant en juillet et août, même si, pendant les mois les plus secs, il pleut en général un jour sur deux, et que le nombre annuel de jours de pluie y est bien plus grand que celui de toutes les autres régions d'Australie. En allant plus à l'est, vers le lac Country, la pluviométrie décline vers 900 mm, tandis que, dans les midlands, elle reste généralement inférieure à 600 mm, atteignant des niveaux aussi bas que 450 mm à Ross. La partie est de la Tasmanie reçoit des niveaux de pluie plus équilibrés que dans l'ouest, et tous les mois connaissent des valeurs moyennes similaires.
La côte nord, densément peuplée, est bien plus sèche que la partie occidentale, avec une pluviométrie annuelle allant de 666 mm à Launceston jusqu'à 955 mm à Burnie dans le nord-ouest, et 993 mm à Scottsdale, qui se trouve plus loin à l'est,. La plupart des pluies tombe en hiver, et, en été, la moyenne mensuelle peut être aussi basse que 31 mm à Launceston. La côte Est est plus humide que les midlands, avec une pluviométrie annuelle allant de 775 mm à St. Helens jusqu'à environ 640 mm à Swansea,. Là les chutes de pluie sont équitablement réparties sur toute l'année, même si elles peuvent être très irrégulières, car les fortes pluies venant de la chaude mer de Tasman sont assez fréquentes. Alors qu'une précipitation de 125 mm en trois jours ne se produit que tous les cinquante ans sur la côte nord, elle arrive en moyenne tous les quatre ou cinq ans autour de Swansea et Bicheno. Les 7 et 8 juin 1954, des chutes de pluie atteignirent 230 mm en deux jours dans cette région. La côte Est est appelée la « côte ensoleillée » à cause de son climat.
Plusieurs secteurs de l'intérieur de la Tasmanie, ainsi que les Flinders Island, furent déclarés victimes de la sécheresse par le gouvernement de l'État en 2007.

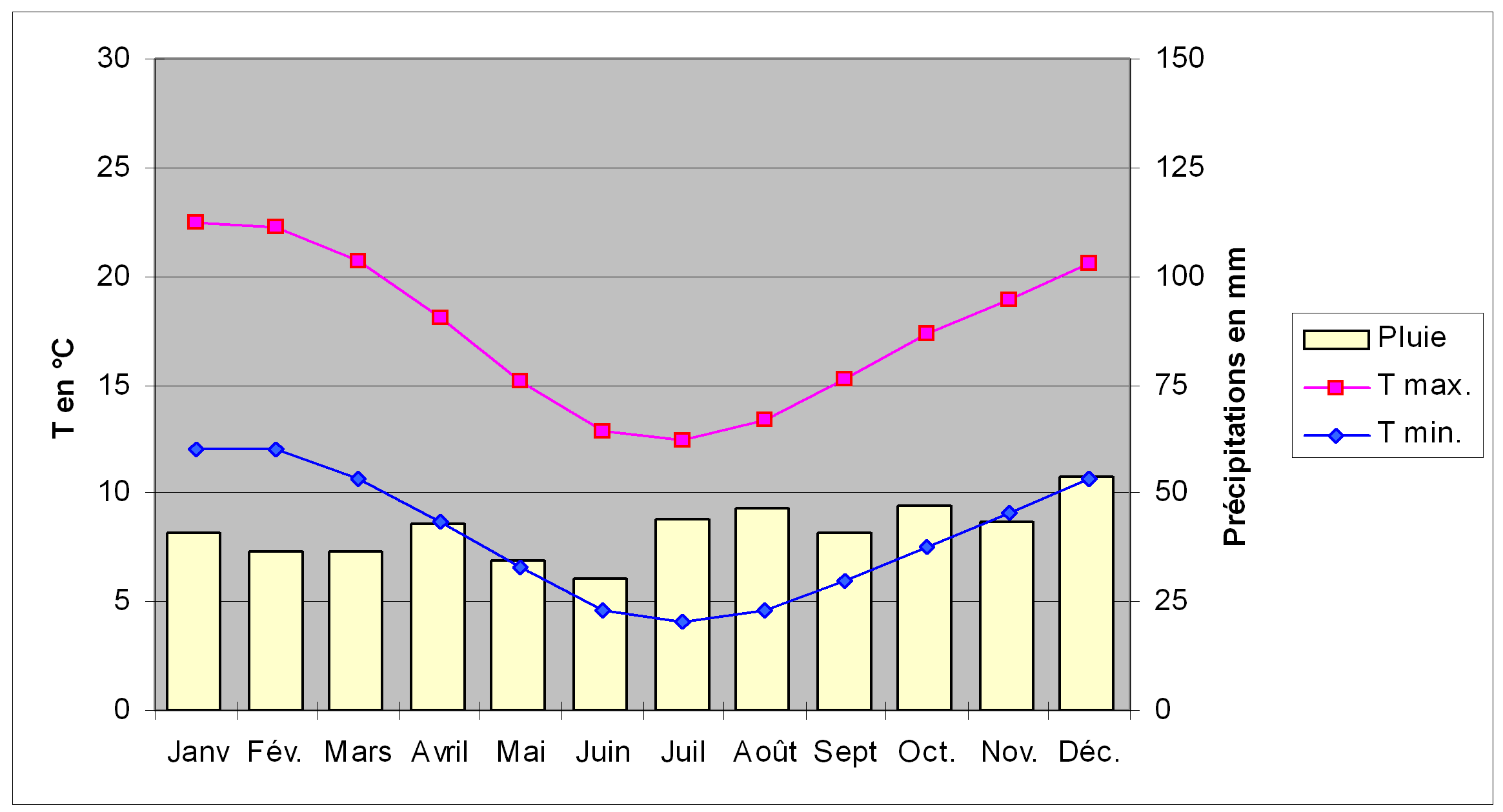
Thermométrie et pluviométrie à Hobart.
Source : Bureau of Meteorology.

| Ville      | Moy des temp. min. oC | Moy des temp. max oC | Jours sans pluie | Précipitation (mm) |
| ---------- | --------------------- | -------------------- | ---------------- | ------------------ |
| Hobart     | 8.3                   | 16.9                 | 41               | 616                |
| Launceston | 7.2                   | 18.4                 | 50               | 666                |
| Devonport  | 8.1                   | 16.8                 | 61               | 778                |
| Strahan    | 7.9                   | 16.5                 | 41               | 1,458              |

### Victoria
Malgré ses dimensions réduites, l'État de Victoria connaît des climats variés, allant du climat semi-aride et chaud dans le nord-ouest, au climat tempéré et froid le long de la côte. Le relief principal du Victoria, la Cordillère australienne qui forme un arc au sud-est, crée un climat montagnard froid au centre de l'État.
Étant, hormis la Tasmanie, l'État situé le plus sud du continent australien, le Victoria en est l'État le plus froid et le plus humide. La mince plaine côtière, située au sud de la Cordillère australienne, bénéficie du climat le plus doux du Victoria, l'air venant de l'Océan austral tempérant la chaleur de l'été et le froid de l'hiver. Melbourne et plusieurs autres cités, comme Geelong, Warrnambool, et Morwell, se trouvent dans cette zone tempérée. Au nord, The Mallee et le haut-Wimmera sont les régions les plus chaudes du Victoria, à cause des vents brûlants qui soufflent depuis les déserts voisins. Les températures moyennes dépassent les 30 °C l'été, et les 15 °C l'hiver. La plus haute température du Victoria, 47,9 °C a été enregistrée le 7 février 2009 à Avalon, proche de Melbourne. Au nord-est, les Alpes du Victoria, qui appartiennent à la Cordillère australienne, forment la partie la plus froide de l'État. Les températures moyennes y descendent en dessous de 9 °C l'hiver, la température des sommets étant même négative. La température la plus basse du Victoria, (−12,8 °C), a été enregistrée dans ces montagnes, au Mont Hotham, le 13 août 1947.
Le Victoria est, après la Tasmanie, l'État australien le plus humide. La pluviosité s'accroît en allant du nord au sud, les régions d'altitude connaissant les plus fortes chutes de pluie. La pluviométrie annuelle moyenne dépasse 1 800 mm dans certaines régions du nord-est, alors qu'elle descend en dessous de 250 mm dans le Mallee. Le Parc national Great Otway, dans le sud de l'État, et le Gippsland, dans les montagnes du nord-est, connaissent les pluies les plus abondantes. La neige ne tombe en général que sur les montagnes et collines du centre de l'État. La pluie tombe plus fréquemment en hiver, et pourtant la pluviométrie est plus importante en été. Les précipitations sont plus constantes dans le Gippsland et le Western District, qui sont de ce fait des régions agricoles de première importance. La plus forte chute de pluie en 24h du Victoria est de 375 mm, relevée à Tanybryn, dans le parc national Great Otway le 22 mars 1983.

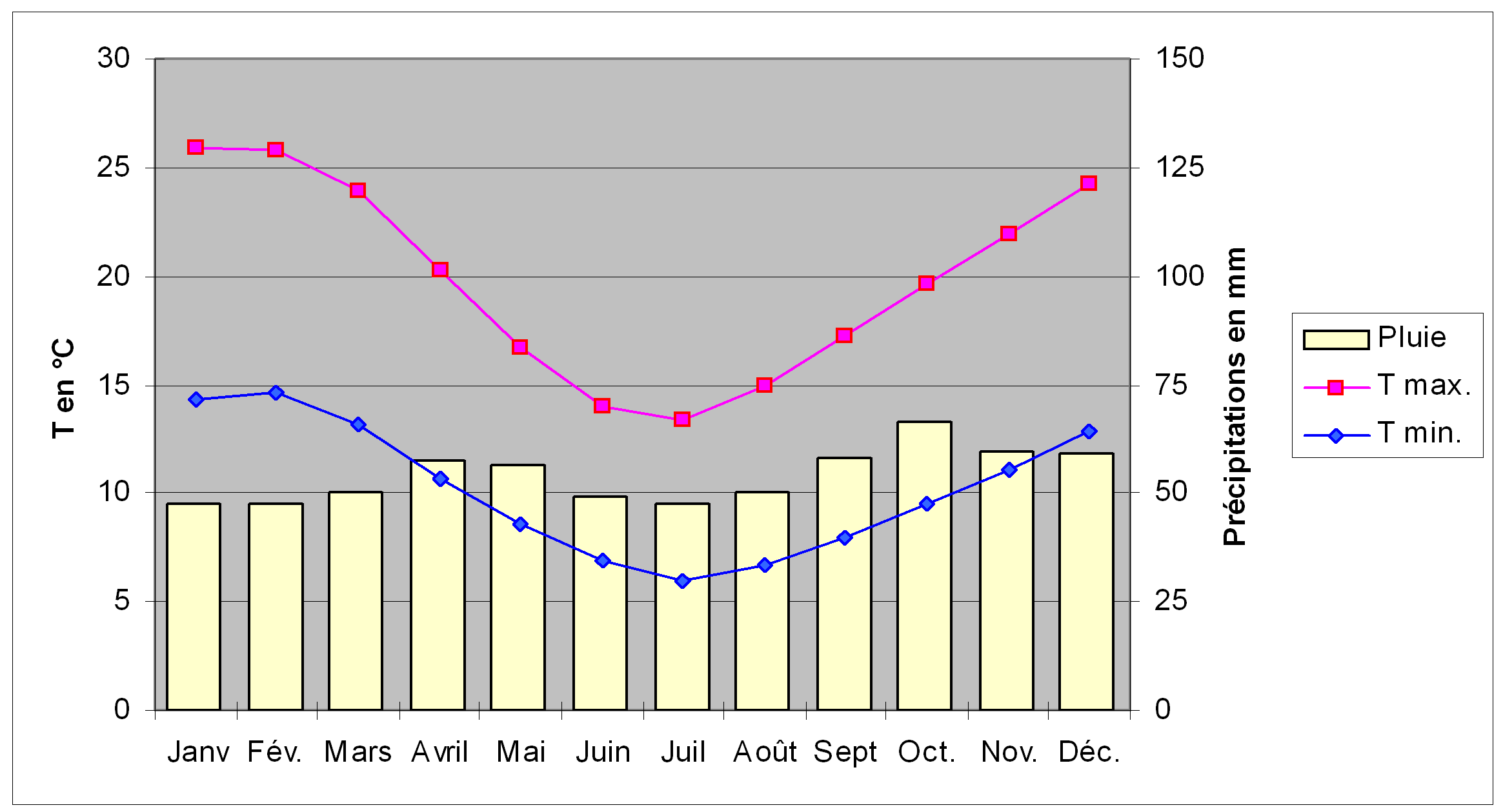
Thermométrie et pluviométrie à Melbourne.
Source : Bureau of Meteorology.

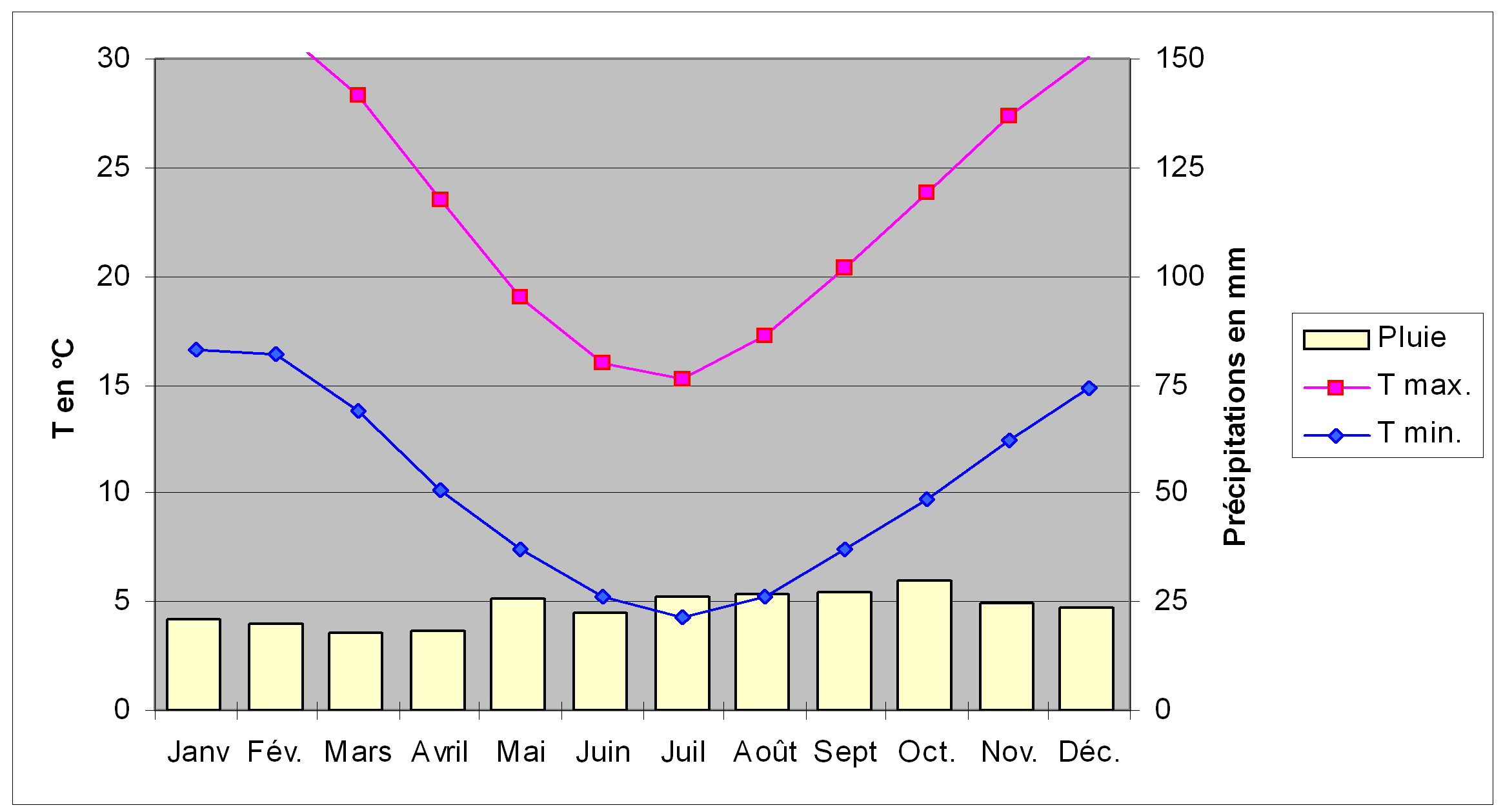
Thermométrie et pluviométrie à Mildura.
Source : Bureau of Meteorology.

### Australie-Occidentale
La zone côtière sud-ouest de cet État est relativement tempérée. Elle était à l'origine densément boisée, en particulier par des karris, qui, avec leurs 90 mètres de hauteur, figurent parmi les arbres les plus grands du monde. Cette région agricole de l'Australie-Occidentale fait partie des neuf habitats les plus importants pour la biodiversité terrestre par la forte proportion d'espèces endémiques qui y vit. Grâce au courant marin de Leeuwin, cette zone appartient aussi aux six plus importantes régions pour la biodiversité marine, car on y trouve le récif corallien le plus au sud du monde.
La pluviométrie annuelle moyenne varie de 300 mm au seuil de la Wheatbelt à 1 400 mm dans les zones les plus humides, près de Northcliffe. Mais de novembre à mars, l'évaporation excède la pluviosité, et cette période est généralement très sèche. Les plantes ont dû s'adapter à ces conditions, ainsi qu'à l'extrême pauvreté des sols. On a observé récemment une importante réduction des pluies, avec des épisodes pluvieux plus fréquents en été.
Les quatre cinquièmes du territoire, au centre de l'État, sont semi-arides ou désertiques, et seule l'exploitation minière retient une faible population. La pluviométrie annuelle moyenne, comprise entre 200 mm et 250 mm, est amenée en grande partie par des chutes de pluie, torrentielles et épisodiques, provoquées par le passage de cyclones tropicaux en été.
Une exception à cette sécheresse est la région tropicale du nord. Le Kimberley possède un climat de mousson extrêmement chaud, avec une pluviométrie annuelle moyenne variant entre 500 mm et 1 500 mm seulement, car il existe une très longue saison, pratiquement sans pluie, d'avril à novembre. 85 % du ruissellement de l'État se produit dans le Kimberley, mais comme il prend le plus souvent la forme de violentes inondations, et que les sols peu profonds sont irrémédiablement pauvres, les seules exploitations existantes se trouvent le long du fleuve Ord.
Les chutes de neige sont rares dans l'État, et elles n'ont lieu en général que dans la chaîne de Stirling, près d'Albany, car c'est la seule chaîne montagneuse suffisamment méridionale et élevée. Plus rarement, la neige peut tomber dans le parc national de Porongurup proche. Une chute de neige en dehors de ces zones est un événement majeur, arrivant parfois dans les régions vallonnées du sud-ouest australien. La chute de neige la plus étendue s'est produite le 26 juin 1956, la neige ayant été observée dans les Collines de Perth, jusqu'à Wongan Hills vers le nord, et jusqu'à Salmon Gums dans l'est. Pourtant, même dans la chaîne de Stirling, les chutes de neige excédent rarement 5 cm, et tiennent rarement plus d'une journée.
La plus haute température jamais observée, 50,5 °C, fut enregistrée à Mardie, Pilbara, à 61,6 km de l'île de Barrow le 19 février 1998. La plus basse température enregistrée fut de −7,2 °C à l'Observatoire ornithologique d'Eyre, à 49 km au sud de Cocklebiddy le 17 août 2008.

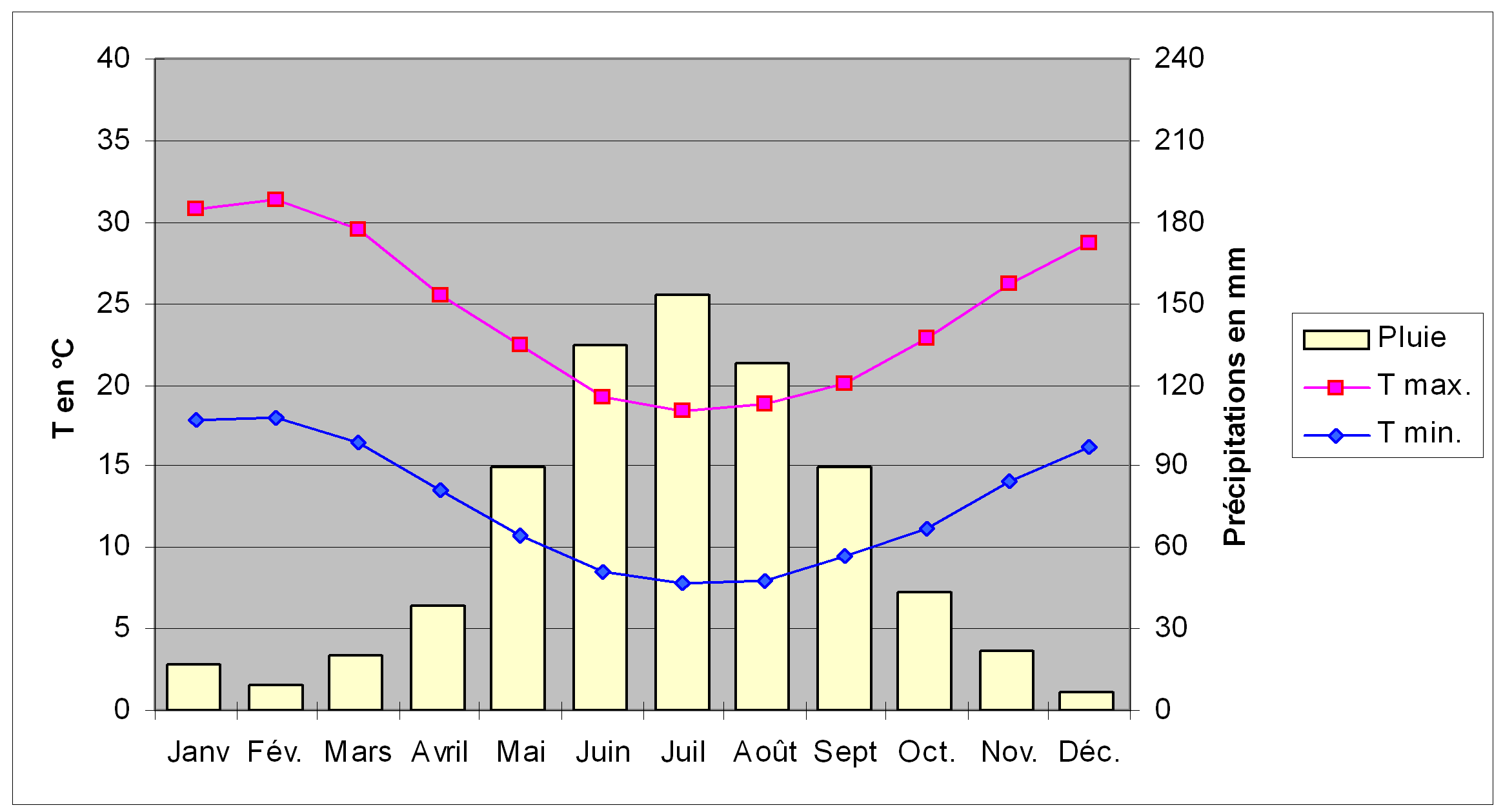
Thermométrie et pluviométrie à Perth.
Source : Bureau of Meteorology.

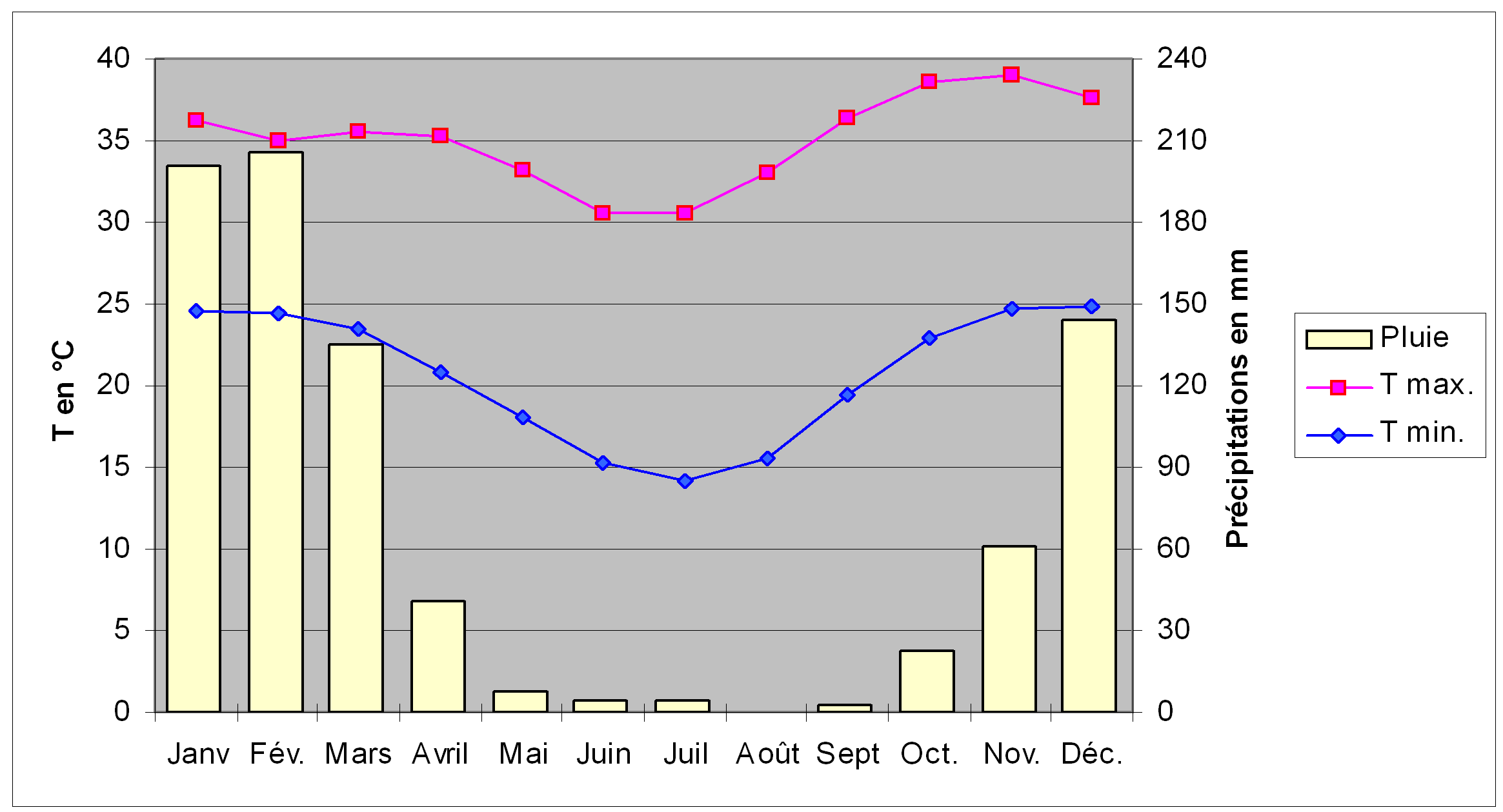
Thermométrie et pluviométrie à Kimberley.
Source : Bureau of Meteorology.

## Risques et désastres naturels

### Feux de brousse
Les facteurs climatiques contribuent à la fréquence élevée des feux de brousse en Australie, particulièrement pendant les mois d'été. Une faible humidité relative, du vent et une absence de pluie transforment un petit feu, allumé soit par l'homme, soit par la foudre, en un incendie s'étendant rapidement sur de grandes distances. Cette faible humidité, la chaleur du soleil et le manque d'eau dessèchent complètement la végétation, la transformant en un combustible idéal pour le feu. Les vents forts attisent les flammes, accroissant leur intensité, ainsi que leur vitesse et leur distance de déplacement.
Dans l'est de l'Australie, la majorité des feux de brousse les plus désastreux, tels les Incendies du Mercredi des Cendres de 1983, apparaissent pendant le phénomène El Niño, qui tend à générer un climat chaud, sec et venteux dans cette région. Les feux de brousse les plus mortels se sont produits en février 2009 (samedi noir), dans lesquels plus de 200 personnes trouvèrent la mort, et plus de 2000 habitations furent détruites.

### Réchauffement de la planète
Le réchauffement climatique provoque un changement climatique qui, selon le CSIRO, aura des effets importants sur le climat australien, ainsi que sur les événements climatiques extrêmes. On prévoit que la Grande barrière de corail et les récifs coralliens de l'île Lord Howe mourront à cause de l'élévation de la température de l'eau de mer prévue par le Quatrième rapport d'évaluation du GIEC. La rivière Darling, le fleuve Murray, le parc national de Coorong et la Réserve naturelle de Macquarie sont en danger à cause d'une possible réduction des précipitations.
L'élévation du niveau de la mer fait courir un risque aux populations côtières, bien que le Quatrième rapport d'évaluation du GIEC prévoie une montée très lente. La Gold Coast, qui est bâtie sur du sable, drainé par de multiples canaux, se trouvera particulièrement en danger. Des banlieues de Sydney, comme Drummoyne et Concord, bâties près de rivières, comme le Parramatta, courent à la fois le risque d'inondations des zones basses prises sur des vasières, et de dépenses considérables pour surélever les digues.
Il y a actuellement plusieurs mouvements écologistes réclamant des actions contre le changement climatique, regroupés sous la bannière « Climate for change ».
De nouvelles prévisions concernant le changement climatique en Australie comprennent :
- les sécheresses vont probablement devenir plus fréquentes, particulièrement dans le sud-ouest.
- les taux d'évaporation vont probablement augmenter, particulièrement dans le nord et l'est.
- les feux de brousse deviendront sans doute plus fréquents, particulièrement dans le sud-est.
- le niveau de la mer continuera de s'élever.

En septembre 2023, le Bureau de météorologie australien annonce que l'hiver 2023 a été le plus chaud jamais enregistré dans le pays. Il présente une moyenne de 16,75 °C de juin à août, légèrement au-dessus du précédent record, établi en 1996.

### Les sécheresses

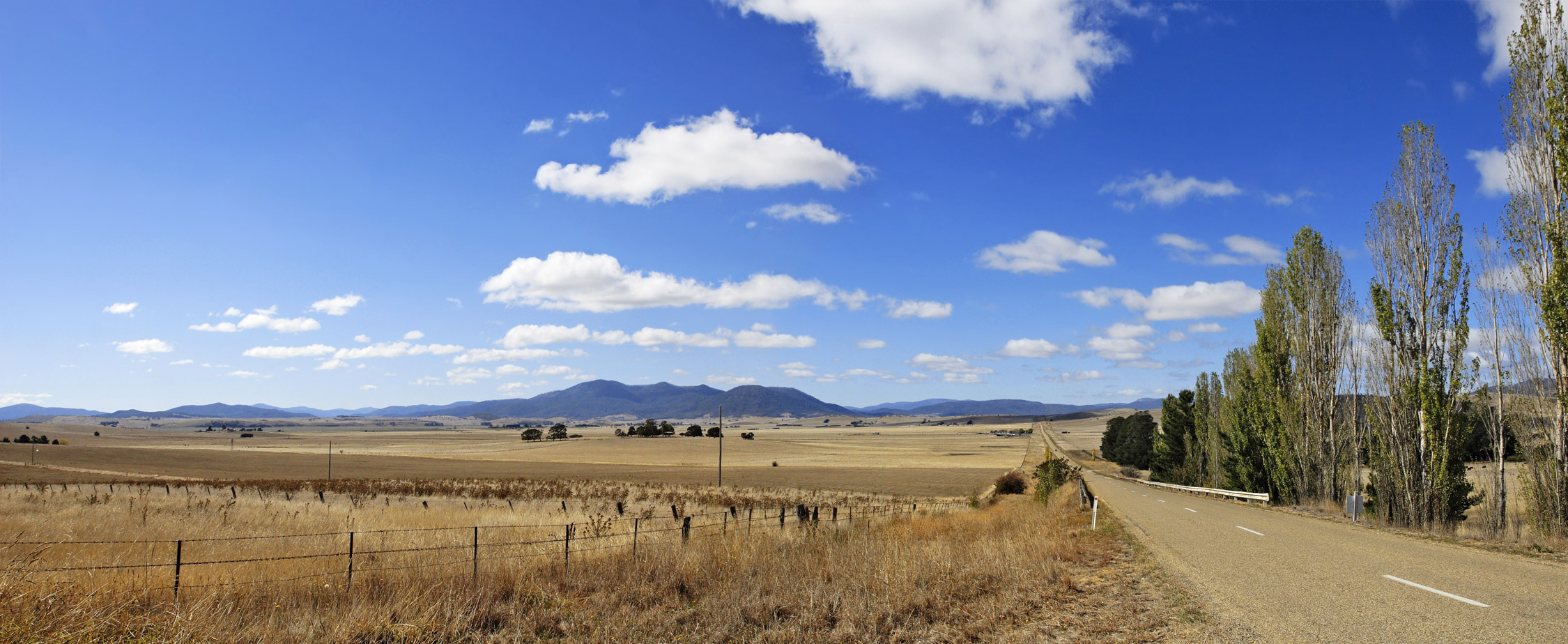
Champs subissant la sécheresse dans la campagne victorienne.

En Australie, la sécheresse est définie lorsque, sur une période de trois mois, le total des précipitations se trouve dans le dixième inférieur de toutes les précipitations enregistrées dans le passé pour cette région. Cette définition tient compte du fait que le terme « précipitation faible » est relatif, et qu'une déficience pluviométrique doit être comparée à des précipitations typiques, en tenant compte des variations saisonnières. En Australie, la sécheresse est définie précisément pour les baux de pâturage, et elle est déterminée par analyse des déciles appliquée à une certaine région.
Les enregistrements chronologiques du climat sont maintenant suffisamment longs et sûrs pour permettre d'en connaître la variabilité, et de planifier au mieux les productions agricoles selon les régions et les saisons. Les Parlements des États et Territoires australiens sont compétents pour déclarer une région victime de la sécheresse, et cette déclaration peut prendre en compte d'autres paramètres que la pluviométrie.

### Cyclones
L'Australie est touchée par les cyclones tropicaux, qui apparaissent principalement entre décembre et avril. On connaît pourtant quelques cyclones qui ont frappé les côtes en novembre et en mai. La région comprise entre Broome et Exmouth en Australie-Occidentale est la plus sujette aux cyclones. On sait que les cyclones tropicaux produisent des vents destructeurs et de considérables chutes de pluie, créant parfois des ondes de tempête capables d'inonder les zones littorales basses. Le plus fort cyclone qu'a connu l'Australie fut, en 2006, le cyclone Monica accompagné de rafales de vent de plus de 350 km/h. Les cyclones peuvent se déplacer à l'intérieur des terres, s'affaiblissant en dépression tropicale, déversant d'importantes quantités d'eau, et provoquant des inondations dans les régions concernées.
En Australie, les pires cyclones ont causé des milliards de dollars de dégâts et de nombreux morts. Le cyclone Tracy passa au-dessus de Darwin en 1974, tuant 71 personnes et causant 5 milliards de dollars australiens de dommage. En 1899, le cyclone Mahina créa dans l'extrême nord du Queensland une onde de tempête haute de 13 mètres, causant la mort de 400 personnes.

### Blizzard
Le blizzard n'est pas un phénomène courant en Australie. Il y eut pourtant du blizzard dans les Snowy Mountains, dans le NSW et le Victoria. Le blizzard apparaît le plus souvent dans les highlands de Tasmanie, plus particulièrement au Mont Wellington, qui domine la capitale tasmanienne, Hobart. Le blizzard n'affecte pas les villes, car il n'y a pas de zone urbaine dans les montagnes, à l'exception des stations de ski.